# Осіни (гміна Жонсьник)
Осіни (пол. Osiny) — село в Польщі, у гміні Жонсьник Вишковського повіту Мазовецького воєводства.
Населення — 38 осіб (2011).
У 1975-1998 роках село належало до Остроленцького воєводства.

## Демографія
Демографічна структура станом на 31 березня 2011 року:
|          | Загалом | Допрацездатний вік | Працездатний вік | Постпрацездатний вік |
| -------- | ------- | ------------------ | ---------------- | -------------------- |
| Чоловіки | 15      | 4                  | 10               | 1                    |
| Жінки    | 23      | 9                  | 11               | 3                    |
| Разом    | 38      | 13                 | 21               | 4                    |